# Tadeusz Toczyski
Tadeusz Michał Toczyski (ur. 29 września 1894 w Podwołoczyskach, zm. 16–19 kwietnia 1940 w Katyniu) – kapitan żandarmerii Wojska Polskiego, kawaler Orderu Virtuti Militari, ofiara zbrodni katyńskiej.

## Życiorys
Tadeusz Michał Toczyski był synem Tadeusza i Zofii z domu Zagajewskiej. Urodził się 29 września 1894 roku w Podwołoczyskach. Uczęszczał do gimnazjum we Lwowie. Ukończył gimnazjum oraz cztery semestry prawa w Akademii Handlowej w Krakowie. Od 15 sierpnia 1914 roku w Legionach Polskich, żołnierz 2, następnie 3 pułku piechoty. Z 3 pułkiem piechoty walczył w kampanii karpackiej, besarbskiej i wołyńskiej. Został ranny. Od 5 lipca 1916 roku w niewoli rosyjskiej na Syberii. Po rewolucji służył w II Korpusie Wschodnim. Działał w POW. 
Od 15 listopada 1918 roku w Wojsku Polskim. Służył w Dowództwie Okręgu Generalnego Białystok. Następnie pełnił obowiązki oficera łącznikowego przy Naczelnym Dowództwie, adiutanta sztabu, zastępcy szefa sztabu Twierdzy Grodno. W 1919 roku awansowany na stopień porucznika. Od 12 sierpnia 1920 roku dowódca 5 kompanii w 56 pułku piechoty wielkopolskiej, przeniesiony do 57 pułku piechoty wielkopolskiej walczył w wojnie 1920.
Po zakończeniu działań wojennych przeniesiony do Dowództwa Okręgu Generalnego „Poznań”. W czerwcu 1921 roku został skierowany do Naczelnej Komendy Wojsk Powstańczych na Górny Śląsk. Walczył w III powstaniu śląskim. Po zakończeniu powstania powrócił do DOGen. „Poznań”. W 1922 roku został przeniesiony do rezerwy. Mieszkał w Poznaniu, pracował jako dyrektor generalny Centrali Skór. 8 stycznia 1924 został zatwierdzony w stopniu kapitana ze starszeństwem z 1 czerwca 1919 i 688. lokatą w korpusie oficerów rezerwy piechoty. Ćwiczenia w rezerwie odbywał w 57 pp, a następnie (od 1930) w Centrum Wyszkolenia Żandarmerii. 
W 1934 roku, jako kapitan ze starszeństwem z dniem 1 czerwca 1919 roku i 2. lokatą w korpusie oficerów rezerwy żandarmerii, pozostawał w ewidencji Powiatowej Komendy Uzupełnień Poznań Miasto. Posiadał przydział do 7 Dywizjonu Żandarmerii w Poznaniu. W 1937 roku został przeniesiony w rezerwie do Oficerskiej Kadry Okręgowej Nr VII.
W czasie kampanii wrześniowej, po agresji ZSRR na Polskę, w nieznanych okolicznościach dostał się do niewoli sowieckiej. Od kwietnia 1940 przebywał w obozie jenieckim w Kozielsku.  Między 15 a 17 kwietnia 1940 został przekazany do dyspozycji naczelnika Zarządu NKWD Obwodu Smoleńskiego – lista wywózkowa 032/1 z 14 kwietnia 1940, pozycja 4. Między 16 a 19 kwietnia 1940 został zamordowany w Katyniu przez funkcjonariuszy Obwodowego Zarządu NKWD w Smoleńsku oraz pracowników NKWD przybyłych z Moskwy na mocy decyzji Biura Politycznego KC WKP(b) z 5 marca 1940. Ofiary tej zbrodni grzebano w bezimiennych mogiłach zbiorowych, gdzie od 28 lipca 2000 mieści się oficjalnie Polski Cmentarz Wojenny w Katyniu. W miejscu tym prowadzone były ekshumacje i prace archeologiczne. W 1943 jego ciało zostało zidentyfikowane w mundurze w toku ekshumacji nadzorowanych przez Niemców pod numerem 2796 – dosł. opisany jako Toczynski Tadeusz (raport dzienny z 22 maja 1943). Przy jego szczątkach znaleziono pocztówkę z nadawcą: Zofia Toczyńska. Na liście Komisji Technicznej PCK pod numerem 02796 wskazany nierozpoznany wojskowy.

### Życie prywatne
Tadeusz Toczyski był żonaty z Anną z Pohlów (ur. 2 czerwca 1897), z którą miał dzieci: Tadeusza (ur. 7 sierpnia 1920 w Poznaniu, zm. 26 stycznia 1993 ), Annę Marię (ur. 11 sierpnia 1921, zm. 11 grudnia 1921), Andrzeja Bernarda Marię (ur. 20 sierpnia 1923 w Poznaniu) i Zofię (ur. 1 stycznia 1925).

## Ordery i odznaczenia
- Krzyż Srebrny Orderu Wojskowego Virtuti Militari nr 5947 – 17 maja 1922[20][7][1][21]
- Krzyż Niepodległości – 9 listopada 1932 „za pracę w dziele odzyskania niepodległości”[22][18]
- Krzyż Walecznych trzykrotnie[23]
- Medal Pamiątkowy za Wojnę 1918–1921[24][18]
- Odznaka za Rany i Kontuzje[24]

## Upamiętnienie
5 października 2007 minister obrony narodowej Aleksander Szczygło mianował go pośmiertnie na stopień majora. Awans został ogłoszony 9 listopada 2007 w Warszawie, w trakcie uroczystości „Katyń Pamiętamy – Uczcijmy Pamięć Bohaterów”.
13 kwietnia 2016, w ramach akcji „Katyń... pamiętamy” / „Katyń... Ocalić od zapomnienia”, w ogrodzie Pałacu Prezydenckiego został zasadzony Dąb Pamięci poświęconego wszystkim Ofiarom Zbrodni Katyńskiej, certyfikat z numerem 1.